# Falsomalthinus malayensis
Falsomalthinus malayensis es una especie de coleóptero de la familia Cantharidae. Habita en Malasia.